# 卡斯爾章克申 (伊利諾伊州)
卡斯爾章克申（英語：Castle Junction）是位於美國伊利諾伊州羅克艾蘭縣的一個非建制地區。該地的面積和人口皆未知。

## 地理
卡斯爾章克申的座標為41°23′33″N 90°34′40″W / 41.39250°N 90.57778°W，而該地的平均海拔高度為230米（即755英尺）。